# Leonid Stein
Pour les articles homonymes, voir Stein.
Leonid Zakharovitch Stein (en russe : Леони́д Заха́рович Штейн) était un joueur d'échecs soviétique de classe mondiale né le 12 novembre 1934 à Kamenets-Podolski et mort le 4 juillet 1973 à Moscou. Champion d'URSS en 1963, 1965 et 1966-1967, il fut un des dix meilleurs joueurs mondiaux de 1964 à 1973.

## Biographie
Leonid Stein naquit à Kamenets-Podolski en Ukraine en novembre 1934 dans une famille modeste. Il avait une sœur de quatre ans plus âgée.  Il connut une enfance difficile. Son père, qui était d'une santé fragile, mourut du Typhus à 36 ans au début de la guerre, en 1942, et sa famille fut évacuée vers l'Ouzbékistan devant l'avancée des troupes allemandes en Ukraine et elle vécut dans la pauvreté.
Au lendemain de la Seconde Guerre mondiale, le reste de sa famille revint en Ukraine et s'installa à  Lviv. Stein était un élève intelligent mais qui ne pouvait s'astreindre à l'étude des livres. Sa sœur aînée fit des études médicales et exerça comme docteur à Moscou. Leonid Stein, à dix ans, découvrit les échecs.
Stein mourut brutalement d'une crise cardiaque à l'âge de 38 ans, alors qu'il s'apprêtait à partir pour Bath avec l'équipe soviétique qui allait disputer le championnat d'Europe par équipes.

## Carrière

### Champion d'Ukraine
En 1948, à treize ans il fut admis au club d'échecs palais des pionniers de Lviv où il reçut les leçons de Alekseï Sokolski et ses qualités de joueur d'échecs progressèrent rapidement. Ses premières compétitions furent  le championnat d'Ukraine junior de 1950 et 1951 (il finit quatrième), le championnat de Lviv adultes 1950, où il marqua la moitié des points, le championnat d'Ukraine par équipe de 1950 et le championnat d'URSS junior par équipe en 1951 et le journal soviétique nota son talent et sa rapidité  : 60 coups en une heure ou une partie terminée en 20 minutes !
Ses premières victoires furent au championnat de Sibérie en 1954 et au championnat des forces armées qu'il remporta en 1956.
Son éclosion dans le monde des échecs de haut niveau se produisit relativement tard. Il remporta le titre de champion d'Ukraine en 1960 et le conquit à nouveau en 1962 et 1969.

### Champion d'URSS
En 1961, après sa victoire au tournoi de Bucarest, il obtint la 3e-4e place au XXVIIIe championnat d'URSS de janvier-février 1961 qui le qualifia pour le tournoi interzonal de Stockholm de 1962. Ce fut à ce moment que sa carrière décolla.
Stein remporta le titre de champion d'URSS à trois reprises.
- 1963 : Leningrad - (+6 -1 =12) après départage avec Boris Spassky (+1 =1) et Ratmir Kholmov (=2).
- 1965 : Tallinn - (+10 -1 =8)
- 1966-1967 : Tbilissi - (+8 -2 =10)

### Tournois zonaux et interzonaux (1962, 1964 et 1967)
La participation de Stein aux tournois interzonaux s'acheva à chaque fois par des déceptions et des frustrations.
En janvier-février 1961, à la surprise générale, Stein finit quatrième devant Vassily Smyslov, Boris Spassky, Youri Averbakh, Lev Polougaïevski, Mark Taïmanov, Semion Fourman et David Bronstein lors du championnat d'URSS qui était aussi un tournoi zonal. Il occupait la dernière place qualificative pour le tournoi interzonal, étape de sélection vers le championnat du monde.
En 1962, A Stockholm, il termina à la 6e-8e place (+9 -4 =9) ex æquo avec Svetozar Gligorić et Pal Benko. Un seul de ces trois joueurs devait être qualifié pour le tournoi des candidats de Curaçao. Un match de barrage eut donc lieu qui se décomposait en mini-matchs de deux parties entre chacun d'eux. Stein le gagna après avoir annulé contre Benko (=2) et battu Gligorić (+2). Malheureusement, il fut victime d'une règle édictée par la Fédération internationale des échecs (FIDE) qui limitait à trois le nombre de qualifiés soviétiques au tournoi des candidats suivant. Stein aurait été le quatrième et ce fut donc Benko qui alla à Curaçao.
Sa consolation fut qu'il avait rempli la norme de grand maître international et il se vit décerner ce titre.

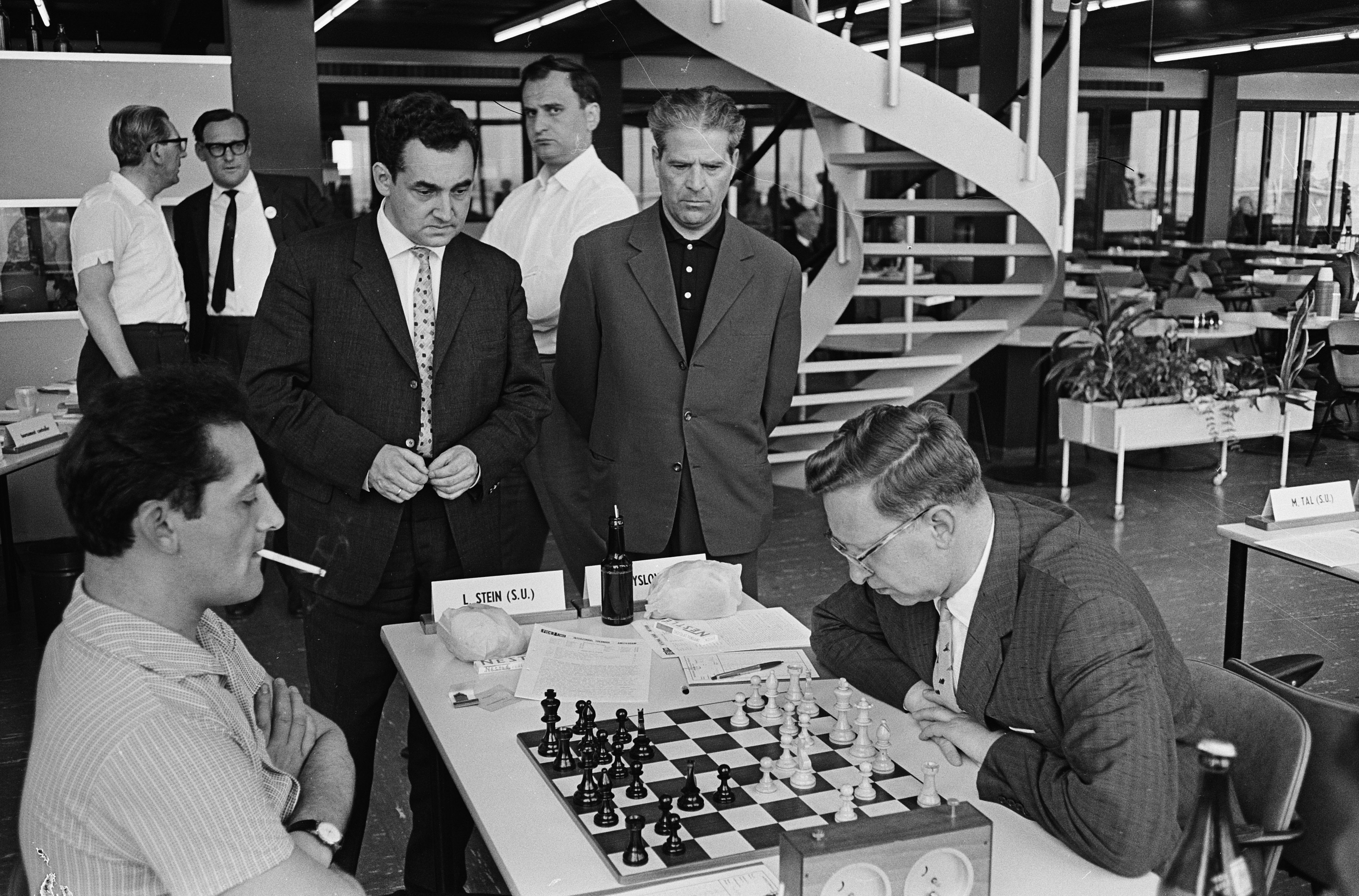
Leonid Stein (assis à gauche) au tournoi interzonal de 1964. Vassily Smyslov est son adversaire.

En 1964, Stein termina deuxième du tournoi zonal de Moscou. Lors du tournoi interzonal Amsterdam, la même élimination qu'à Stockholm se produisit pour Stein. Cette fois, les cinq joueurs soviétiques du tournoi terminèrent dans les six premières places et seul le Danois Bent Larsen put s'intercaler.
La même règle de la FIDE qui stipulait qu'il ne pouvait y avoir que trois Soviétiques qualifiés pour les matchs des candidats s'appliquait une nouvelle fois. Stein avait fini à la cinquième place (+12 -2 =9) et David Bronstein à la sixième. Ils furent néanmoins éliminés au profit du Yougoslave Borislav Ivkov, du Hongrois Lajos Portisch et de l'Américain Samuel Reshevsky qui s'étaient pourtant classés derrière eux.
En 1967, Stein ne se classa qu'à la 6e- 8e place (+9 -4 =8) du tournoi interzonal de Sousse ex aequo avec Samuel Reshevsky et Vlastimil Hort, ce qui amena un nouveau match de barrage de mini-matchs de quatre parties. 
Ce match se déroula à Los Angeles en 1968. Après avoir annulé contre Reshevsky (=4), il commit une terrible faute quand, dans la dernière partie contre Hort, il refusa une proposition de nulle qui le qualifiait et perdit. Il annula donc contre Hort (+1 -1 =2) et fut éliminé à cause d'un score Buchholz défavorable à l'issue du tournoi interzonal précédent.
Stein ne put participer au tournoi interzonal de Palma de Majorque de 1970, car il n'avait obtenu que la 6e place du championnat d'URSS de 1969 qui qualifiait les cinq premières. Il était qualifié pour le tournoi interzonal de Petrópolis de 1973, mais il mourut deux semaines avant son ouverture.

### Victoires dans les tournois internationaux
En dehors de ces compétitions, Stein remporta la première place dans de très forts tournois internationaux :
- 1961 : Bucarest
- 1967 : 
  - tournoi de Sarajevo, ex æquo avec Ivkov ;
  - Moscou, tournoi du cinquantième anniversaire de la révolution de 1917, remporté devant les meilleurs joueurs des pays de l'Est (à l'exception de Kortchnoï, Botvinnik, Polougaïevski, Taïmanov et Kholmov ; Najdorf était le seul joueur occidental invité) :
    - Gipslis, Bobotsov, Smyslov, Tal, Bronstein, Spassky, Portisch, Keres, Geller, Petrossian, Najdorf, Gheorghiu, Gligoric, Filip, Pachman, Uhlmann et Bilek.
- 1967-1968 : Hastings, ex æquo avec Hort, Gheorghiu et Souétine.
- 1968 : Kecskemét
- 1969 : Tallinn, devant Keres, Neï et Goufeld
- 1971 : 
  - Pärnu, devant Keres, Tal et Bronstein.
  - Moscou (mémorial Alekhine), ex æquo avec Karpov et devant Smyslov, Toukmakov, Petrossian, Tal, Spassky, R. Byrne, Hort, Bronstein, Kortchnoï, Gheorghiu, Olafsson, Savone, Balachov et Uhlmann.
- 1972 : Zagreb, 1,5 point d'avance sur Hort, Damljanovic et Marovic.
- 1973 : Las Palmas, ex æquo avec Petrossian et devant Hort, Andersson, Panno, Ribli, Kavalek, Gheorghiu et Ljubojevic.

## Palmarès
Sources : Edouard Goufeld et Iefim Lazarev, (en) Leonid Stein, Master of Risk Strategy, pp. 250-251

### 1951-1961: champion d'Ukraine
En 1951, lors du championnat d'URSS junior par équipes, Stein marqua 4,5 points sur 9 au sixième échiquier de l'équipe d'Ukraine.
| Année | Vainqueur | Deuxième à dixième |
| ----- | --- | --- |
| 1951  | | Championnat d'Ukraine junior (Kharkov) (4e) : 6,5 / 10 (+5 -2 =3) |
|       | | |
| 1953  | Demi-finale du championnat d'Ukraine (Kiev) : 10,5 / 13 (+9 –1 =3) | Kalouga (5e) : 9,5 / 15 (victoire de Lepikhine) (quart de finale du championnat d'URSS 1953-1954) |
| 1954  | Championnat de Sibérie et de l'extrême orient (Barnaoul) | |
| 1955  | Kalouga (tournoi des jeunes candidats maître) : 11 / 15Championnat des forces armées (1er-2e) : 13,5 / 19 (+11 –3 =5) Match de départage contre Loutikov : 3,5 – 1,5 | Novossibirsk (2e-3e) : 9,5 / 14 (demi-finale du championnat de RSFSR) |
| 1956  | Championnat des forces armées (1er-2e) : 13,5 / 18 (2e après le match départage contre Chaplinski) | Match de départage contre Chaplinski : 3,5 – 4,5Open de Moscou (6e ex æquo) : 7,5 / 11 (victoire de Klavinch devant Boleslavski, Makogonov, Rubbel et Pasman) |
| 1957  | | Kiev : championnat d'Ukraine (10e de la finale) Demi-finale (2e-3e) : 11,5 / 17 (+10 –4 =3) ; finale : 8,5 / 17 (+5 –5 =7) (finale remportée par Geller devant Flohr, Sakharov et Lilienthal) |
| 1958  | Spartakiade d'Ukraine (Kirovgrad) (2e échiquier) : 5,5 / 7 (+4 =3) | |
| 1959  | Spartakiade des peuples d'URSS (Moscou) (réserve de l'Ukraine) : 4,5 / 6 (+3 =3) | Championnat d'Ukraine : demi-finale (Kharkov) : 5e-8e ; finale (Kiev, 3e) : 13,5 / 21 (+8 –2 =11) (finale remportée par Geller : 18/21)Demi-finale du championnat d'URSS (3e-4e) : 11 / 15 (+8 -1 =6) (Tallinn, tournoi remporté par Spassky et Souétine devant Neï) Match de départage contre Neï : 1,5–2,5 (+1 –2 =1)Championnat du club Avangarde (2e-5e) : 9 / 15 (+5 -2 =8) (Kiev, victoire de Chianovski) |
| 1960  | Championnat d'Ukraine (Kiev, 1er-2e) : 12 / 17 (+9 –2 =6) Match de départage contre Sakharov (Kiev) : 4–2 (+3 –1 =2)Match Ukraine–Russie contre Kroguious (Kiev, 4e échiquier) : 2–0Kiev (championnat du club Avangarde) : 10,5 / 14 (+8 -1 =5)Championnat d'URSS par équipes (Moscou, 2e échiquier) : 6 / 8 | Demi-finale du championnat d'Ukraine (2e après Bannik) (Kiev) : 10,5 / 16 (+5 =11)Demi-finale du championnat d'URSS 1961 (3e-5e) (Odessa) : 10,5 / 17 (+8 -4 =5) (victoire de Averbakh devant Bronstein, Kotov et Fourman) |
| 1961  | Olympiade universitaire (1er échiquier, Helsinki) : 9,5 / 12 Tournoi international de Bucarest : 9 / 12 (+7 –1 =4) | Championnat d'URSS (Moscou) (3e-4e) : 12 / 19 (+8 -3 =8) (tournoi zonal remporté par Petrossian devant Kortchnoï)Championnat open de Géorgie (2e-3e) : 14,5 / 19 (tournoi remporté par Goufeld devant Gourguenidzé) |

### 1962-1966: champion d'URSS et cinquième du tournoi interzonal
| Année | Vainqueur | Deuxième à sixième |
| ----- | --- | --- |
| 1962  | Championnat d'Ukraine (Kiev) : 13,5 / 17 (+10 =7) Match URSS–Yougoslavie (6e échiquier) : 3,5 / 5 (+3 –1 =1) | Tournoi interzonal (Stockholm) (6e-8e) : 13,5 / 22 (+9 -4 =9) (vainqueur du départage pour la 6e place) (tournoi remporté par Fischer devant Petrossian et Geller)Berlin-Est (2e-3e) : 10,5 / 15 (+7 –1 =7) (mémorial Lasker remporté par Vassioukov devant Udovcic)Riga (demi-finale du champ. d'URSS) (3e) : 13 / 17 (+12 –3 =2) (demi-finale remportée par Aronine devant Mikenas)Championnat d'URSS (Erevan) (6e) : 11,5 / 19 (+8 –4 =7) (tournoi remporté par Kortchnoï devant Tal et Taïmanov) |
| 1963  | Match URSS–Yougoslavie (3e échiquier, Rijeka) : 4,5–0,5Spartakiade d'URSS (Moscou, 2e échiquier) : 6,5 / 8 (+6 –1 =1)                                                                                                   | Sverdlovsk (2e derrière Kholmov) : 9,5 / 15 (+4 =11) (demi-finale du championnat d'URSS) |
| 1964  | 1963-1964 : championnat d'URSS : 12 / 19 (+6 –1 =12) (Léningrad, ex æquo avec Spassky et Kholmov) : 12 / 19 Tournoi de départage à Moscou : 2,5 / 4 (+1 –0 =3) Olympiade de Tel Aviv (1re réserve) : 10 / 13 (+8 –1 =4) | Tournoi zonal (Moscou) (2e-3e) : 6,5 / 12 (+2 –1 =9) (tournoi remporté par Spassky devant Bronstein)Tournoi interzonal (Amsterdam) (5e) : 16,5 / 23 ( +12 –2 =9) (tournoi remporté par Larsen, Spassky, Smyslov et Tal)Kislovodsk (2e derrière Tal) : 7 / 10 (+5 –1 =4)1964-1965 : championnat d'URSS (4e) : 12 / 19 (+7 –2 =10) (Kiev, tournoi remporté par Kortchnoï devant Bronstein et Tal) |
| 1965  | Match URSS–Yougoslavie : 4 / 5 (+4 –1 =0) (Vrnjačka Banja, 3e échiquier) Championnat d'URSS (Tallinn) : 14 / 19 (+10 –1 =8)                                                                                             | Mar del Plata (2e derrière Najdorf) : 11 / 15 (+9 -2 =4)Rio de Janeiro (2e derrière Averbakh) : 5,5 / 7 (+4 =3)Championnat d'Europe par équipes (2e au 6e échiquier) (Hambourg) : 7 / 10 (+4 =6)Erevan (2e-3e) : 7,5 / 13 (+5 –1 =7) (tournoi remporté par Kortchnoï devant Petrossian) |
| 1966  | Spartakiade d'Ukraine (Dniepropetrovsk) : 6 / 7 (+5 =2)1966-1967 : championnat d'URSS (Tbilissi) : 13 / 20 (+8 –2 =10)                                                                                                  | Mar del Plata (2e derrière Smyslov) : 10,5 / 15 (+7 -1 =7)Kislovodsk (2e derrière Geller) : 7,5 / 11 (+7 –3 =1)Olympiade de La Havane (2e au 4e échiquier) : 9 / 12 (+7 –1 =4) |

### 1967-1973: vainqueur des tournois de Moscou
En 1972, Stein termina 11e-12e de la demi-finale du championnat d'URSS à Odessa : 9 / 17 (+3 -2 =12).
| Année | Vainqueur | Deuxième à sixième |
| ----- | --- | --- |
| 1967  | Sarajevo : 10,5 / 15 (+7 –1 =7) (ex æquo avec Ivkov)Tournoi international de Moscou : 11 / 17 (+6 –1 =10) (devant Tal, Smyslov et Bronstein)1967-1968 : tournoi de Hastings (1er-4e) : 6 / 9 (+3 =6) (ex æquo avec Souétine, Hort et Gheorghiu) | Moscou (4e-5e) : 8,5 / 23 (+8 -14 =1) (demi-finale du tournoi du club central)Tournoi interzonal (Sousse) (6e-8e) : 13 / 21 (+9 –4 =8) ( 7e après le tournoi de départage de Los Angeles : +1 –1 =6) (interzonal remporté par Larsen devant Kortchnoï, Gligoric et Geller)                                                                  |
| 1968  | Kecskemét : 12 / 15 (+9 =6)Coupe d'URSS par équipes (Riga) : 6,5 / 10 (+3 =7) | La Havane (mémorial Capablanca) (2e-3e) : 11,5 / 14 (+9 =5) (tournoi remporté par Kholmov devant Souétine) |
| 1969  | Tallinn : 10,5 / 13 (+8 =5) Kiev : 12 / 17 (+7 =10) (demi-finale du championnat d'URSS) | Amsterdam (4e-5e) : 9 / 15 (+5 –2 =8) (tournoi IBM remporté par Portisch devant Liberzone et Vassioukov)Championnat d'URSS (Moscou) (6e) : 13 / 22 (+5 –1 =16) (tournoi zonal remporté par Petrossian devant Polougaïevski) |
| 1970  | | Caracas (2e-3e) : 12 / 17 (+8 –1 =8) (tournoi remporté par Kavalek devant Panno)Championnat d'Europe par équipes (3e au 9e échiquier) (Kapfenberg) : 7 / 10 (+4 =6)Championnat d'URSS (Riga) (3e) : 14 / 21 (+8 –1 =12) (tournoi remporté par Kortchnoï devant Toukmakov)                                                                   |
| 1971  | Pärnu : 10 / 13 (+7 =6) Match URSS–Yougoslavie : 4 / 5 (+3 =2) Moscou (mémorial Alekhine) : 11 / 17 (+5 =12) (ex æquo avec Karpov) | Gori (6e) : 8 / 13 (+6 –3 =4) (tournoi remporté par Goufeld)Tallinn (4e) : 10 / 15 (+7 -2 =6) (tournoi remporté par Tal et Keres)Vrnjačka Banja (3e) : 9,5 / 15 (+5 –1 =9) (tournoi remporté par Vaganian devant Ljubojevic)Championnat d'URSS (Léningrad) (5e-6e) : 12 / 21 (+8 –5 =8) (tournoi remporté par Savone devant Smyslov et Tal) |
| 1972  | Olympiade d'URSS (Moscou) : 4,5 / 8 (+2 –1 =5) Zagreb : 9,5 / 13 (+6 =7) | Reykjavik (4e-5e) : 10,5 / 15 (+7 –1 =7) (tournoi remporté par Gheorghiu, Olafsson et Hort)Kislovodsk (mémorial Tchigorine, 2e) : 10 / 14 (+6 =8) (tournoi remporté par Polougaïevski) |
| 1973  | Las Palmas : 9,5 / 15 (+4 =11) (ex æquo avec Petrossian) | |

### Olympiades
Il ne joua que deux fois aux Olympiades où il remporta la médaille d'or avec l'URSS.
- 1964, Tel Aviv - 1er remplaçant (+8 -1 =4) : médaille d'or individuelle
- 1966, La Havane - 4e échiquier (+7 -1 =4) : médaille d'argent individuelle

### Autres compétitions par équipes
Olympiade universitaire.
Il participa une seule fois à cette compétition où il prit la médaille d'or avec l'URSS.
En 1961, à Helsinki, il fut 1er échiquier (+8 -1 =3).
Championnat d'URSS par équipes.
Stein y participa dans les rangs de l'équipe d'Ukraine qui remporta la médaille de bronze en 1959, 1967, 1969 et 1972.
- 1959 Moscou - 1er remplaçant (+2 =3) - Médaille d'argent
- 1960 Moscou - 2e échiquier (+2 =1) - Médaille d'argent
- 1962 Leningrad - 2e échiquier (-1 =5)
- 1963 Moscou - 2e échiquier (+6 -1 =1)- Médaille d'argent
- 1967 Moscou - 1er échiquier (+2 -1 =6)
- 1969 Grozny - 1er échiquier (+4 =2) - Médaille d'or
- 1972 Moscou - 2e échiquier (+2 -1 =5)

Championnat d'Europe par équipes.
Il participa à deux éditions du championnat d'Europe par équipes que l'URSS gagna : 
- 1965 Hambourg - 6e échiquier (+4 =6)
- 1970 Kapfenberg - 9e échiquier (+3 -1 =2)

Match URSS contre le Reste du monde.
Cette rencontre se déroula à Belgrade en 1970 et Stein était sur la liste des remplaçants. Il prit le relais de Boris Spassky au premier échiquier contre Bent Larsen pour une seule partie qu'il perdit.

## Trois parties
Le style de Stein était résolument orienté vers l'attaque. Voici trois exemples d'attaques-éclair contre des joueurs de tout premier plan.
Leonid Stein – Tigran Petrossian, XXVIIIe championnat d'URSS, Moscou, janv.-fév. 1961.
1.e4 e6 2.d4 d5 3.Cc3 Fb4 4.e5 Ce7 5.a3 Fxc3+ 6.bxc3 c5 7.Dg4 Cf5 8.Fd3 h5 9.Df4 Cc6 10.Ce2 Cce7 11.Cg3 Cg6 12.Dd2 Fd7 13.Tb1 Tb8 14.0-0 c4 15.Fe2 Cxg3 16.fxg3 h4 17.Fg4 hxg3 18.hxg3 De7 19.a4 Fxa4 20.Ta1 b5 21.Fa3 Dd7 22.Tf2 Tb7 23.Taf1 Dd8 24.Dd1 Th6 25.Fc1 Th7 26.Fxe6 1 - 0
Leonid Stein – Lajos Portisch, Tournoi interzonal, Stockholm, 1962.
1.e4 c5 2.Cf3 e6 3.d4 cxd4 4.Cxd4 a6 5.Fd3 Cf6 6.0-0 Dc7 7.Cd2 Cc6 8.Cxc6 bxc6 9.f4 Fc5+ 10.Rh1 d6 11.Cf3 e5 12.fxe5 dxe5 13.Ch4 0-0 14.Cf5 Fe6 15.De2 a5 16.Fc4 Rh8 17.Fg5 Cd7 18.Tad1 Cb6 19.Cxg7 Fxc4 20.Ff6 Fe7 21.Df3 1 - 0
Leonid Stein – Wolfgang Uhlmann,  Moscou, 1967
1.e4 e6 2.d4 d5 3.Cd2 c5 4.Cgf3 cxd4 5.exd5 Dxd5 6.Fc4 Dd6 7.0-0 Cf6 8.Cb3 Cc6 9.Cbxd4 Cxd4 10.Cxd4 Fe7 11.b3 a6 12.Fb2 0-0 13.Df3 Dc7 14.Tfe1 b5 15.Fd3 Fb7 16.Dh3 g6 17.a4 bxa4 18.Txa4 Ch5 19.Cxe6 fxe6 20.Dxe6+ Tf7 21.Fc4 Df4 22.Dxf7+ Dxf7 23.Txe7 1 - 0

## Stein et Fischer
Bobby Fischer n'aimait pas les joueurs soviétiques qu'il jugeait trop enclins à convenir de nulles rapides, mais Leonid Stein faisait exception[réf. nécessaire]. Fischer estimait que son style de jeu acéré et très orienté vers l'attaque était extrêmement profond et que Stein était le seul adversaire qui fût réellement en mesure de l'inquiéter[réf. nécessaire]. Les deux hommes avaient fait connaissance lors du tournoi interzonal de 1962 et la presse américaine fit état de la tristesse de Fischer à l'annonce du décès de Stein.

## Sources
- (fr) Nicolas Giffard, Alain Biénabe, Le Guide des échecs. Traité complet, collection Bouquins, Robert Laffont, 1993,  (ISBN 2-221-05913-1)

Livres en anglais
- (en) Garry Kasparov, My great predecessors, Part III : Petrossian & Spassky, Everyman Chess 2004,  (ISBN 1-85744-371-3)
- (en) Raymond Keene, Leonid Stein, Master of Attack, éd. Batsford, 1976
- (en) Edouard Goufeld et Iefim Lazarev, Leonid Stein, Master of Risk Strategy, éd. Thinker's Press, 2001